# Yasuhiro Yamada
Yasuhiro Yamada (jap. 山田 泰寛 Yamada Yasuhiro; ur. 13 lutego 1968, zm. 8 kwietnia 2013) – japoński piłkarz występujący na pozycji obrońcy.

## Kariera klubowa
Od 1990 do 1995 roku występował w klubach Yanmar Diesel i Shimizu S-Pulse.